# Malaika longipes
Malaika longipes är en spindelart som först beskrevs av William Frederick Purcell 1904.  Malaika longipes ingår i släktet Malaika och familjen Phyxelididae. Inga underarter finns listade i Catalogue of Life.